# Maulana Karenga
Maulana Karenga (né le 14 juillet 1941), né Ronald Everett, ou encore Maulana Karenga (professeur / gardien de la tradition culturelle), à Parsonsburg (Maryland) est un écrivain et militant politique américain, partisan d'une version culturelle du nationalisme noir. Il est surtout connu pour être le fondateur de Kwanzaa, une fête pour les Afro-Américains.
Son parcours croise celui de Malcolm X, du Black Power et des Black Panthers avec lequel ses partisans s'affrontèrent parfois.
Karenga crée en 1965 l'organisation US en français : « Nous », qui a enseigné l'autodétermination des Noirs comme une solution au problème racial aux États-Unis.
En 1966, Karenga crée le Kwanzaa, une fête pour les Afro-Américains, dont le but était de promouvoir et réaffirmer les liens entre les Noirs d’Amérique et d’Afrique.
En 1971, il est arrêté et écroué pour attaque envers deux femmes de son groupuscule.
À sa libération en 1975, il reprend ses études. Il deviendra plus tard professeur à l'université d'État de Californie à Long Beach, de 1989 à 2002, nommé directeur du département des black studies.